# 東陽興業
東陽興業株式会社（とうようこうぎょう）は、愛知県名古屋市港区船見町56番地に本社を置く石油製品専門の運送業者。グループ企業に二和運輸がある。

## 概要
東陽興業は、タンクローリー、タンクトレーラーなどを合計60台所有し、コスモ石油マーケティングなどの委託を受けて危険物である石油製品を専門に輸送している。また、働き方改革の取り組みが評価され愛知県より「AICHI WISH 企業」星3つに認定され、ハローワークにて重点的に人材募集を支援している。

## 沿革
- 1950年3月 - 神奈川県横浜市鶴見区にドラム缶の販売や洗浄塗装修理事業を行う東部ドラム罐工業株式会社を設立[1]。
- 1954年 - 愛知県名古屋市港区潮見町に移転[1]。
- 1957年 - 愛知県名古屋市港区船見町に移転[1]。
- 1960年7月 - 愛知県名古屋市港区に東陽興業有限会社を設立[1]。
- 1970年 - 株式会社に改組[1]。
- 1984年3月 - 東陽興業が東部ドラム罐工業を吸収合併[1]。

## 事業所
本社
〒455-0027
名古屋市港区船見町56番地
四日市営業所
〒510-0051
三重県四日市市千歳町1番地56号